# Coreana
Coreana là một chi bướm ngày thuộc họ Lycaenidae.